# Sophie Meister
Sophie Meister est un mannequin et actrice allemande, née le 1er novembre 1981 à Freital dans le district de Dresde.

## Biographie
Sophie Meister est née à Freital et grandit à Berlin-Est où elle fréquente un lycée russe et passe son abitur avec une option théâtre.
Une fois son diplôme en poche, Sophie Meister commence une carrière internationale de top model. Elle pose pour des marques et magazines renommés tels que Vogue, Giorgio Armani, Vivienne Westwood, Hugo Boss et DKNY. À l'occasion de nombreuses apparitions dans des publicités ou des petits rôles à la télévision, elle découvre un intérêt pour la comédie.
En 2004, elle poursuit ses études au théâtre Maxime Gorki de Berlin. Afin de vivre pleinement sa passion pour la comédie, elle déménage à New York en 2005, où elle s'attelle à ses études avec beaucoup d'enthousiasme. Obtenant rapidement le soutien du producteur, et maintenant ami, Ben Barenholtz, elle fréquente des écoles comme les HB Studios, le Lee Strasberg Theatre Institute, et travaille régulièrement avec le coach réputé Jack Waltzers, un membre de l'Actors Studio.
Après quelques premiers rôles à l'âge de seize ans, elle joue dans plusieurs films allemands, américains et français. En 2008, elle monte sur les planches dans une pièce de théâtre Off-Broadway. Deux ans plus tard, Bojan Vuletic la sélectionne pour son film Practical Guide to Belgrade with singing and dancing, avec Baki Davrak.
En 2011, elle interprète Kathaleen Jones-Mann aux côtés de Jérémie Renier et Benoît Magimel dans le film biographique Cloclo, de Florent Emilio Siri. Novembre 2011, elle achève le tournage dans le long-métrage Zana de Nick Quinn, avec Jean-Pierre Marielle et Pierre Arditi.
Elle tient le rôle principal dans Lapsus réalisé par Karim Ouaret en 2013, jusqu'à ce jour c'est le court-métrage français le plus primé.
Sophie interprète de très beaux rôles dans des séries françaises et internationales comme Mafiosa, Profilages, Jo, H-Man et très récemment Mila à Berlin.
2015 Sophie joue dans Frank & Lola réalisé par Mathew Ross aux côtés de Michael Shannon, Imogen Poots et Emmanuelle Devos. Le film est en avant premiere mondiale au festival de Sundance en 2016.

## Filmographie

### Cinéma
- 2008 : Stags de Jamie Greenberg : Xzaviera
- 2009 : Skin Territory (The Skin Territory Trilogy) de Jean-Louis Daniel
- 2009 : Le Pavillon des écorchés de Sébastien Praznoczy
- 2010 : Awakening de Mario de Grossi
- 2011 : Practical guide to Belgrade with Singing and Crying de Bojan Vuletic : Eva
- 2012 : Cloclo de Florent Emilio Siri : Kathalyn Jones
- 2013 : Le jour attendra  de Edgar Marie : Alex
- 2013 : Last Call (court-métrage) de Camille Delamarre : Jamie
- 2013 : Lapsus (court-métrage) de Karim Ouaret
- 2014 : Schlafwandler de Ricarda Axthelm
- 2014 : La Fleur de l'âge de Nick Quinn
- 2015 : Frank et Lola de Matthew Ross (en)

### Télévision

#### Séries télévisées
- 1997 : Mama ist unmöglich : la petite amie
- 2011 : SOKO Wismar : Lilli Zöllner
- 2011 : Mafiosa, le clan
- 2012 : H-MAN, Arte
- 2013 : Profilage, TF1
- 2014 : JO, TF1
- 2015 : MILA, Allemagne

#### Téléfilm
- 2005 : La Blessure d'Andréa (Noch einmal lieben) d'Anna Justice : Maureen